# Sulley Muntari
Suleyman Ali "Sulley" Muntari, född 27 augusti 1984, är en ghanansk före detta fotbollsspelare.

## Klubbkarriär

### AC Milan
Söndagen den 19 februari 2012 gjorde Sulley sin debutmatch mot Cesana. Han avlossade sitt första skott i Milan tröjan i den 3:e minuten, 17 minuter senare gjorde han sitt första mål. Efter en frispark som togs av Milans mittback Thiago Silva som sköts rakt på Cesanamålvakten som släppte en retur som Sulley slog in i nätmaskorna. Matchen slutade 3-1 till Milan och han blev matchhjälte. 
I matchen mot Juventus gjorde Sulley ett mål, men domaren såg inte att bollen hade passerat över mållinjen. Juventusmålvakten Buffon tog upp bollen och spelet fortsatte. Detta är en situation som har diskuterats mycket i efterhand.

### Deportivo La Coruña
Den 22 februari 2018 värvades Muntari av spanska Deportivo La Coruña, där han skrev på ett kontrakt fram till slutet av säsongen 2017/2018. Dagen efter debuterade Muntari i La Liga i en 0–0-match mot Espanyol, där han blev inbytt i den 82:a minuten mot Pedro Mosquera.

### Albacete
Den 31 januari 2019 värvades Muntari av Albacete, där han skrev på ett kontrakt över resten av säsongen 2018/2019.